# Pöllauberg
Pöllauberg é um município da Áustria, situado no distrito de Hartberg-Fürstenfeld, no estado da Estíria. Tem 33,95 km² de área e sua população em 2019 foi estimada em 2.050 habitantes.